# Apseudes gallardoi
Apseudes gallardoi är en kräftdjursart som beskrevs av Sueo M. Shiino 1963. Apseudes gallardoi ingår i släktet Apseudes och familjen Apseudidae. Inga underarter finns listade i Catalogue of Life.